# فرد بمنت
فرد بمنت (انگلیسی: Fred Bemment؛ 12 October 1884 – ۱۹۵۷ (۷۲−۷۳ سال)) بازیکن فوتبال بود.